# Institut Max-Planck de neurologie et des sciences cognitives
L'Institut Max-Planck de neurologie et des sciences cognitives (en allemand : Max-Planck-Institut für Kognitions- und Neurowissenschaften) est un institut de recherche extra-universitaire dépendant de la Société Max-Planck situé à Leipzig. L'Institut est consacré à l'étude des capacités cognitives, des caractéristiques de l'homme et des processus neurophysiologiques. Une attention particulière est portée sur l'acquisition du langage, la perception de la parole et de la musique, la planification et la réalisation des actions, des neurosciences sociales et l'imagerie par résonance magnétique fonctionnelle.

## Histoire
L'institut est issu de la fusion le 1er janvier 2004 de l'Institut Max-Planck de neuropsychologie (créé à Leipzig en 1995) et celui de psychologie (Munich, 1981). Les sites de Munich sur la biologie comportementale et de Leipzig sur les neurosciences ont collaboré pendant une période transitoire de deux ans. Fin 2006, le site munichois est définitevement transféré à Leipzig. L'institut se compose de cinq départements et emploie 300 chercheurs et étudiants diplômés de diverses disciplines scientifiques (psychologie, physique, médecine et informatique, ainsi que linguistique, musicologie et sciences du sport. 
L'équipement technique comprend quatre IRM d'une puissance de trois teslas et un tomographe avec une intensité de champ de sept teslas et une IRM trois teslas du type CONNECTOM.
Les directeurs de départements sont Angela D. Friederici (en) (neuropsychologie), Arno Villringer (neurologie), Nikolaus Weiskopf (neurophysique) et Christian Doeller (psychologie).
Les anciens directeurs et directeurs émérites sont Tania Singer (auparavant neurosciences sociales), Robert Turner (auparavant neurophysique),  Wolfgang Prinz (auparavant psychologie) et l'ancien directeur fondateur D. Yves von Cramon (auparavant neurologie cognitive).